# Farnese
Farnese – miejscowość i gmina we Włoszech, w regionie Lacjum, w prowincji Viterbo.
Według danych na rok 2004 gminę zamieszkiwało 1729 osób, 33,2 os./km².
Urodził tu się dyplomata papieski abp Antonio Taffi.